# East Carlton
East Carlton es un pueblo y una parroquia civil del distrito de Corby, en el condado de Northamptonshire (Inglaterra). Está ubicado junto a Middleton, cerca de un kilómetro al sur del límite de Northamptonshire con Leicestershire.

## Demografía
Según el censo de 2001, East Carlton tenía 270 habitantes (124 varones y 146 mujeres). 63 (23,33%) de ellos eran menores de 16 años, 189 (70%) tenían entre 16 y 74, y 18 (6,67%) eran mayores de 74. La media de edad era de 39,54 años. De los 207 habitantes de 16 o más años, 38 (18,36%) estaban solteros, 140 (67,63%) casados, y 29 (14,01%) divorciados o viudos. 122 habitantes eran económicamente activos, 119 de ellos (97,54%) empleados y otros 3 (2,46%) desempleados. Había 6 hogares sin ocupar y 109 con residentes.
| 82                          | 90 | 63 | 95 | 68 | 64 | - | - | 87 | 87 | 93 | 87 | 92 | 61 | - | 260 | 237 |
| (Fuente: Vision of Britain) |    |    |    |    |    |   |   |    |    |    |    |    |    |   |     |     |